# Serveto
Serveto (en aragonés Serbeto) es una localidad española perteneciente al municipio de Plan, en el Sobrarbe, provincia de Huesca, Aragón. Se sitúa en el Valle de La Comuna, a una altitud de 1306 m s. n. m., contando con una escasa población. Este valle es lateral al valle de Chistau.

## Geografía

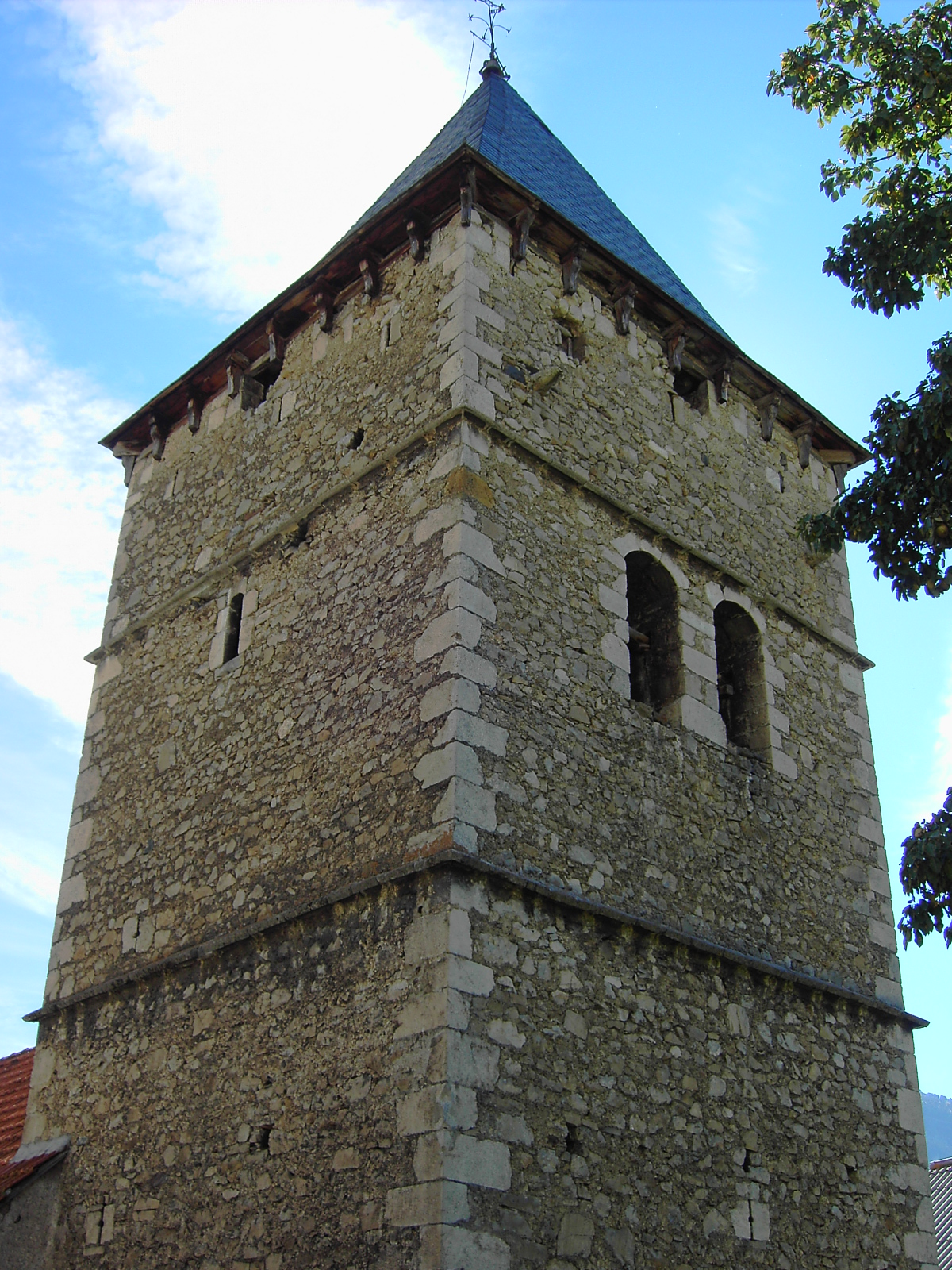
El campanario de Serveto.

Serveto se encuentra a 2,5 km de Sin, núcleo principal de La Comuna, por la pista que acaba en la localidad, bajo las faldas de La Cruján y por el lado del barranco de La Salina que baja del Fener plan. Este se trata de una partida de campos por encima de Plan, por donde pasaba la única pista que comunicaba antiguamente el valle de La Comuna con el resto del
valle de Chistau, en la parte chistabina del pico Maristrás, por el lado oeste de la pequeña sierra que conforman el Igüerra (1962 m s. n. m.) y la peña del Cuezo (1926 m s. n. m.) de Gistau.
Por el sur tiene las peñas de San Martín (1793 m s. n. m.) y Artiés (1643 m s. n. m.) que lo separan del valle de Chistau y la cuenca del río Cinqueta, dejando paso únicamente por lo alto de El Collet de San Martín.

## Estructura
El núcleo de Serveto lo componen diferentes calles que convergen aproximadamente en la plaza, donde se sitúa la iglesia. Este templo, del siglo XVI tiene un campanario de planta cuadrangular y el tejado es una pirámide pronunciada con tejas pizarra, siendo la parte inferior menos inclinada que la superior. Se trata de una torre robusta, con muros de piedra clara.
Sus casas ilustran los dos estilos constructivos de La Comuna: las casas más similares a las de Chistau y las más influidas por el área sur del Sobrarbe. Las primeras tienen tejados menos pesados y las segundas son más macizas.
Se mantiene el aragonés chistabín entre sus habitantes, siendo puente entre el aragonés de Bielsa y el chistabín de las localidades de Plan, San Juan y Gistaín.

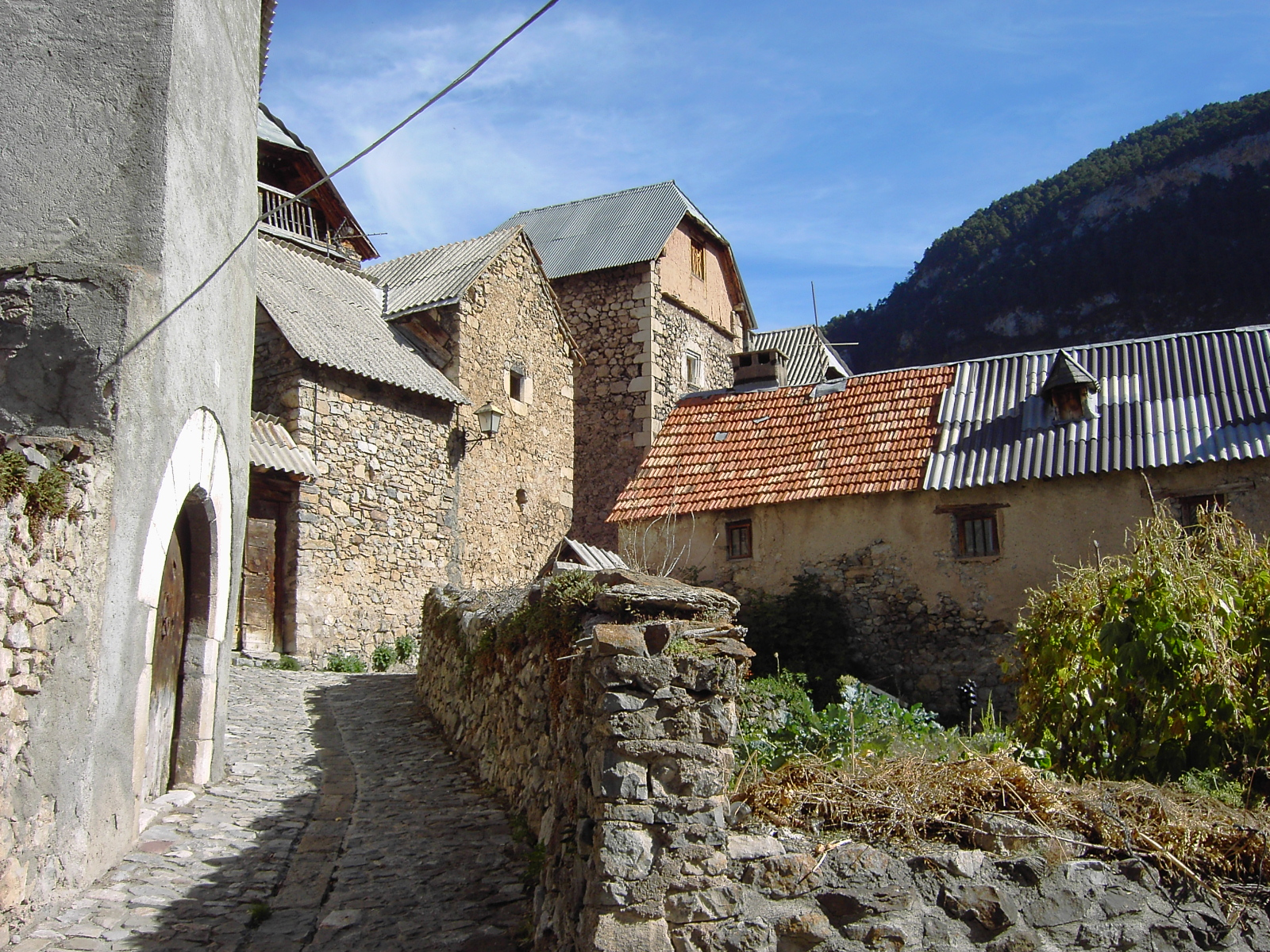
Una calle de Serveto, donde se pueden ver casas de estilo chistabino y sobrarbense juntas.

## Historia
En la incipiente Corona de Aragón fue de gran importancia como lugar de refugio para los reyes de Aragón en el condado del Sobrarbe. También es conocido por ser aparentemente el lugar de origen de la rama paterna de la familia de Miguel Servet.

## Geografía humana

### Demografía
| Gráfica de evolución demográfica de Serveto entre 1842 y 1920 |
| |
| Población de derecho según los censos de población del INE Población de hecho según los censos de población del INEEn este censo se denominaba Señés de Boltaña: 1842 Entre el censo de 1930 y el anterior, este municipio desaparece porque se integra en el municipio 22114 (Gistain) |

## Fiestas
La fiesta mayor se produce el 27 y 28 de agosto.
Entre otras, destacan los trucos de san Antón